# Equitazione ai Giochi della XXIII Olimpiade
Le competizioni di equitazione dei Giochi della XXIII Olimpiade si sono svolte nei giorni dal 29 luglio al 12 agosto al Santa Anita Racetrack di Arcadia ad eccezione della prova di endurance del concorso completo individuale che venne disputato nel Fairbanks Ranch Country Club di San Diego.
Il programma prevedeva le classiche sei prove.

## Podi
| Evento                                   | Oro                                                                     | Perform.  | Argento                                                                 | Perform.  | Bronzo                                                                         | Perform.  |
| Dressage individuale (dettagli)          | Reiner Klimke                                                           | 1504      | Anne Jensen-Tornblad                                                    | 1442      | Otto Hofer                                                                     | 1364      |
| Dressage a squadre (dettagli)            | Germania Ovest Reiner Klimke Uwe Sauer Hubert Krug                      | 4955      | Svizzera Otto Hofer Christine Stueckelberger Amy De Bary                | 4673      | Svezia Ulla Hakansson Louise Nathorst Ingamay Bylund                           | 4630      |
| Concorso completo individuale (dettagli) | Mark Todd                                                               | 51,60     | Karen Stives                                                            | 54,20     | Virginia Leng                                                                  | 56,80     |
| Concorso completo a squadre (dettagli)   | Stati Uniti John Plumb Karen Stives Torrance Fleischmann Bruce Davidson | 186,00    | Gran Bretagna Virginia Leng Ian Stark Diana Clapham Lucinda Green       | 189,20    | Germania Ovest Bettina Overesch Burkhard Tesdorpf Claus Erhorn Dietmar Hogrefe | 234,00    |
| Salto ostacoli individuale (dettagli)    | Joseph Fargis                                                           | 4,00+0,00 | Conrad Homfeld                                                          | 4,00+8,00 | Adelheid Robbiani                                                              | 8,00+0,00 |
| Salto ostacoli a squadre (dettagli)      | Stati Uniti Joseph Fargis Conrad Homfeld Leslie Howard Melanie Smith    | 20,25     | Gran Bretagna Michael Whitaker John Whitaker Steven Smith Timothy Grubb | 56,00     | Germania Ovest Paul Schockemöhle Peter Luther Franke Sloothaak Fritz Ligges    | 59,75     |

## Medagliere
| Posizione | Paese          | Oro | Argento | Bronzo | Totale |
| --------- | -------------- | --- | ------- | ------ | ------ |
| 1         | Stati Uniti    | 3   | 2       | 0      | 5      |
| 2         | Germania Ovest | 2   | 0       | 2      | 4      |
| 3         | Nuova Zelanda  | 1   | 0       | 0      | 1      |
| 4         | Regno Unito    | 0   | 2       | 1      | 3      |
| 5         | Svizzera       | 0   | 1       | 2      | 3      |
| 6         | Danimarca      | 0   | 1       | 0      | 1      |
| 7         | Svezia         | 0   | 0       | 1      | 1      |
| Totale    | Totale         | 6   | 6       | 6      | 18     |